# Себуанська мова
Себуа́нська мова або себуа́но — мова австронезійської мовної родини, якою розмовляє понад 20 млн жителів Філіппін. Це друга в країні мова за кількістю людей, для яких вона рідна, хоча її не викладають у школах[джерело?].